# Little Current River
Little Current River är ett vattendrag i Kanada.   Det ligger i provinsen Ontario, i den sydöstra delen av landet, 900 km nordväst om huvudstaden Ottawa.
I omgivningarna runt Little Current River växer i huvudsak barrskog. Trakten runt Little Current River är nära nog obefolkad, med mindre än två invånare per kvadratkilometer.